# Carl Ritter
Carl Ritter (født 17. august 1779 i Quedlinburg, død 28. september 1859 i Berlin) anses sammen med Alexander von Humboldt som grundlægger af den videnskabelige geografi.
Carl Ritter var en af de første professorer ved Humboldt-Universität zu Berlin. Carl Ritter var meget interesseret i den ikke-europæiske del af verden, ikke mindst Afrika. Han blev derfor en radikal modstander af slaveriet og slavehandel hvilket forbandt ham med Alexander von Humboldt. Af flere grunde blev han en støtte for forskningen omkring Afrika. Hans storværk var kortlægningen af verden i Erdkunde.

## Liv og gerning
Ritter studerede først ved opdragelsesanstalten i Schnepfenthal, fra 1796 ved universitetet i Halle an der Saale og blev 1798 privatlærer. Med sine elever gjorde han flerårige rejser i Schweiz, Frankrig og Italien. I 1806 publicerede han i sin tidligere informator Johann Christoph Friedrich GutsMuths "Bibliothek der geographischen Literatur" sit første arbejde vedrørende den metodiske undervisning i geografi. Hans første geografiske arbejde, som rent afspejler hans opfattelse af emnet, var en samling af 6 kort over Europa, på hvilke han i store træk viste verdensdelens bjerge, kulturplanternes og de dyrkede planters, de vilde og de tæmmede pattedyrs udbredelse, sammenlignende højdeprofiler med antydninger til plantelivets udbredelse samt folkestammernes fordeling og befolkningstæthed.
Årene 1813-19 studerede han ved universitetet i Göttingen, fortrinsvis geografi. I 1817 udkom første del af Die Erdkunde im Verhältnis zur Natur und zur Geschichte des Menschen oder allgemeine vergleichende Geographie als sichere Grundlage des Studiums und des Unterrichts in physikalischen und historischen Wissenschaften, et værk, gennem hvilket behandlingen af geografien fuldstændigt omformedes. Denne første del indeholder Afrika og en del af Asien; året efter kom anden del, i hvilken Asien afsluttes. Han udnævntes i 1819 til professor i historie ved gymnasiet i Frankfurt am Main, men blev allerede i 1820, efter at han havde publiceret Die Vorhalle europäischer Völkergeschichten vor Herodotus, um den Kaukasus und an den Gestaden des Pontus (1819), udset til lærer i geografi og statistik ved krigsskolen i Berlin og til ekstraordinær professor i samme emner ved universitetet. I 1825 blev han ordinær professor og samme år studierektor vid krigsskolen. Fra 1822 var han medlem af videnskabsakademiet i Berlin.
Udover forelæsninger, blandt andet i Gesellschaft für Erdkunde (til hvilket han 1828 var en af stifterne og længe dets leder), optoges hans tid i Berlin af et flittigt forfatterskab og under sommerferierne rejser gennem flere af Europas lande. Nærmest rettedes hans virksomhed på bearbejdningen af den nye udgave af hans "Erdkunde", hvis første del, behandlende Afrika, udgaves 1822 og af hvilken yderligere udkom 18 dele (1832-59), alle sysselsættende sig med Asiens geografi, et alt for meget på bredden gående arbejde, men af bestående værdi. Til tydeliggørelse af "Die Erdkunde" udgav han sammen med Franz August O'Etzel en "Atlas". Desuden skrev han en mængde afhandlinger i videnskabsakademiets i Berlin skrifter (flere af dem samlede i Einleitung zur allgemeinen vergleichenden Geographie und Abhandlungen zur Begründung einer mehr wissenschaftlichen Behandlung der Erdkunde, 1852), i videnskabsakademiets i Göttingen samt i Gesellschaft für Erdkundes publikationer.
Ritter var en af de stærkeste fortalere for Afrikas og polarlandenes undersøgelse. Han er sammen med Alexander von Humboldt skaberen af den sammenlignende geografi. Han skabte den fysiske geografi; tidligere fandtes stort set kun en politisk geografi. Geografien var, for at bruge hans udtryk, en slags fysiologi og sammenlignende anatomi af Jorden. Denne opfattelse af emnet fik ham helt naturligt at lægge ligeså stor vægt på den vertikale som på den horisontale udvikling af jordoverfladen og at rette ligeså stor opmærksomhed mod civilisationens historie samt mod dyre- og planteverdenen, af hvilken civilisationen var blevet påvirket, som mod spørgsmål i den rent fysiske geografi. Efter hans død udgav Daniel hans forelæsninger over Geschichte der Erdkunde und der Entdeckungen (1861), Allgemeine Erdkunde (1862; "Läran om jorden", 1863) samt Europa (1863). Til hans ære oprettedes i Berlin (1860) og i Leipzig (1861) "Karl-Ritterstiftungen", geografiske foreninger med det formål at fremme geografien ved understøttelse til rejser og videnskabelige arbejder.
Under Ritters navn blev udgivet et "Geographisch-statistisches Lexikon", hvis 9. udgave (under redaktion af Johannes Penzler) udkom i 1905 i to bind. En svensk bearbejdelse, ("Geografiskt-statistiskt lexikon"), blev udgivet i 1858.